# Abraham Conrad Buchau
Abraham Conrad Buchau (Dresda, 1623 – Dresda, 1701) è stato uno scultore tedesco.

## Biografia
Abraham Conrad Buchau era il figlio dello scultore Conrad Buchau e anche suo collaboratore. Ricevette la sua formazione in scultura in famiglia a Dresda.
Dal 1666 operò in modo indipendente nella sua città. Nel 1698 si ammalò per un problema ai piedi e non riuscì a continuare la sua attività artistica. La sua tomba si trovava nel cimitero di Frauenkirchhof.

## Opere (selezione)
- 1657: Restauro del coperchio e del fonte battesimale della Kreuzkirche a Dresda
- 1658: Rinnovo del pulpito della Kreuzkirche a Dresda
- 1666: sottostruttura in arenaria per un bacino nel castello di Moritzburg vicino a Dresda
- 1666–67: pulpito con copertura e propiziatorio per la chiesa di San Michele a Mittweida
- Decorazione della facciata della casa in Wilsdruffer Gasse 15, Dresda
- 1667: pulpito della chiesa delle Nostre care donne a Mittweida, in arenaria dell'Elba
- 1676: Lavori sul palazzo nel Grande Giardino, Dresda
- 1677–79: per la corte sassone  gioielli scultorei sulle finestre ovali del castello di Dresda
- 1677–80: lavori in pietra arenaria nella cappella del principe, nel castello Castello di Albrechtsburg a Meißen